# Traité de Wad-Ras

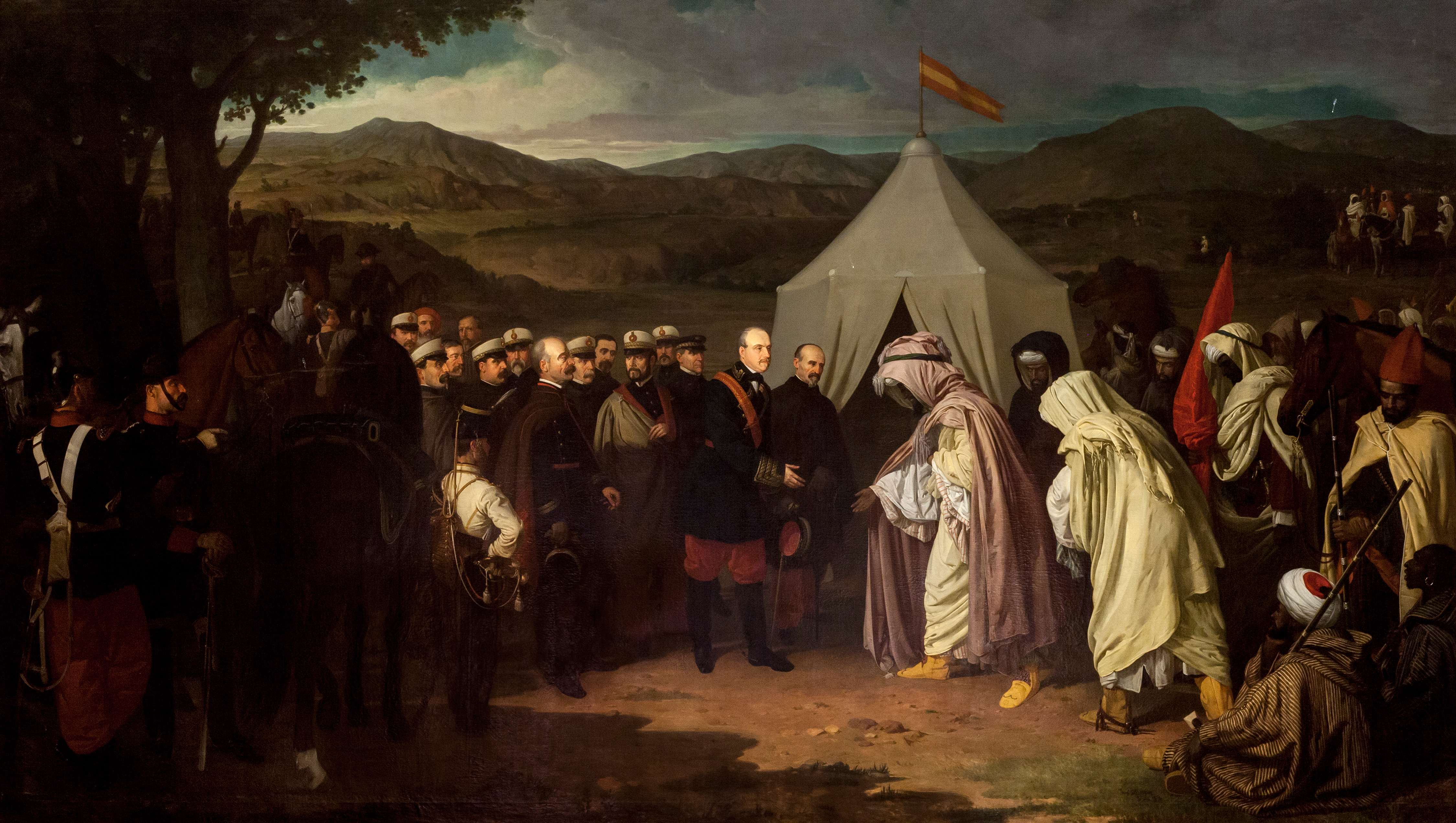
Le traité de Wad-Ras par Joaquín Domínguez Bécquer.

Le traité de Wad-Ras, signé à Tétouan le 26 avril 1860, mit fin à la Guerre du Maroc qui opposa l'Espagne et le Maroc de 1859 à 1860. La défaite des troupes chérifiennes obligea le sultan Mohammed IV à demander la fin des hostilités et à signer un traité de paix désavantageux. 
Cet accord prévoyait notamment :
- le paiement par le Maroc d'une indemnité de guerre de 400 millions de réaux.
- l'occupation de la ville de Tétouan  par l'Espagne jusqu'au paiement de l'indemnité de guerre.
- la ratification de la convention du 24 août 1859 concernant l'extension des limites de Melilla et les mesures nécessaires à la sécurité des rochers de Vélez de la Gomera et d'Alhucemas.
- l'agrandissement du territoire de Ceuta. Le sultan cédait à l'Espagne « en pleine possession et souveraineté, le territoire compris entre la mer, en suivant les hauteurs de Sierra Bullones jusqu'au ravin de Anghera » (article 2).
- la cession par le royaume chérifien d'un territoire autour de Santa Cruz de la Mar Pequeña (un comptoir espagnol fondé sur la côte atlantique du temps d'Isabelle la Catholique) afin d'y créer un établissement de pêcherie. La zone prendra, plus tard, le nom d'Ifni.
- la conclusion d'accords commerciaux favorables à l'Espagne.

## Source de la traduction
- (es) Cet article est partiellement ou en totalité issu de l’article de Wikipédia en espagnol intitulé « Tratado de Wad-Ras » (voir la liste des auteurs).